# Faux (Ardennes)
Faux is een gemeente in het Franse departement Ardennes in de regio Grand Est en maakt deel uit van het arrondissement Rethel. De gemeente telde 63 inwoners op 1 januari 2022.

## Geschiedenis
Faux maakte deel uit van het kanton Novion-Porcien tot het op 22 maart 2015 werd opgeheven en de gemeente werd opgenomen in het kanton Signy-l'Abbaye.

## Geografie
De oppervlakte van Faux bedraagt 3,28 vierkante kilometer; Op 1 januari 2022 was de bevolkingsdichtheid 19,2 inwoners per km².
De onderstaande kaart toont de ligging van Faux met de belangrijkste infrastructuur en aangrenzende gemeenten.

## Demografie
Onderstaande figuur toont het verloop van het inwonertal.
Vanwege een beveiligingsprobleem met de MediaWiki Graph-software is het momenteel niet mogelijk deze grafiek weer te geven. Zodra de software is bijgewerkt zal de grafiek vanzelf weer zichtbaar worden.

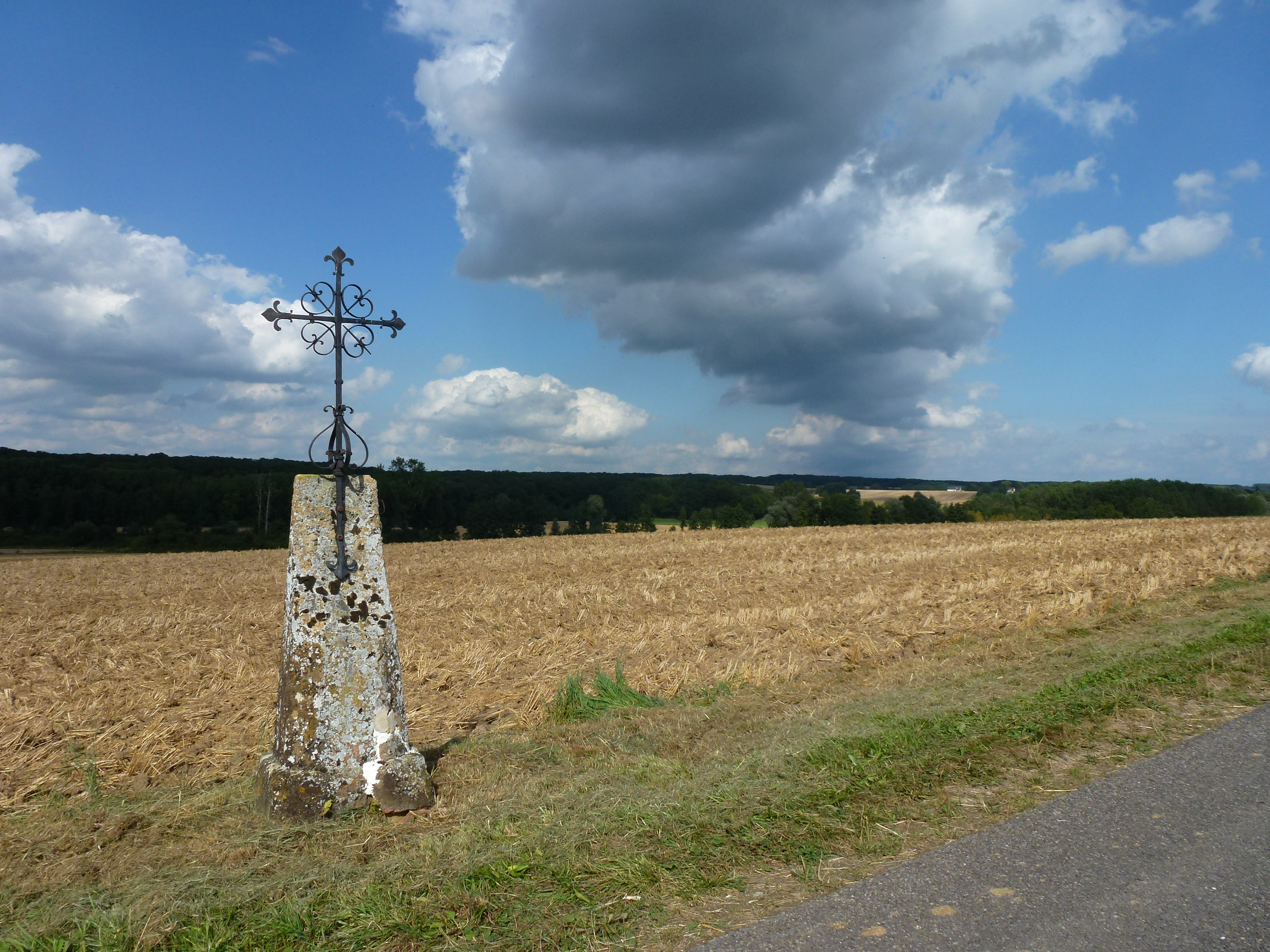
Landschap
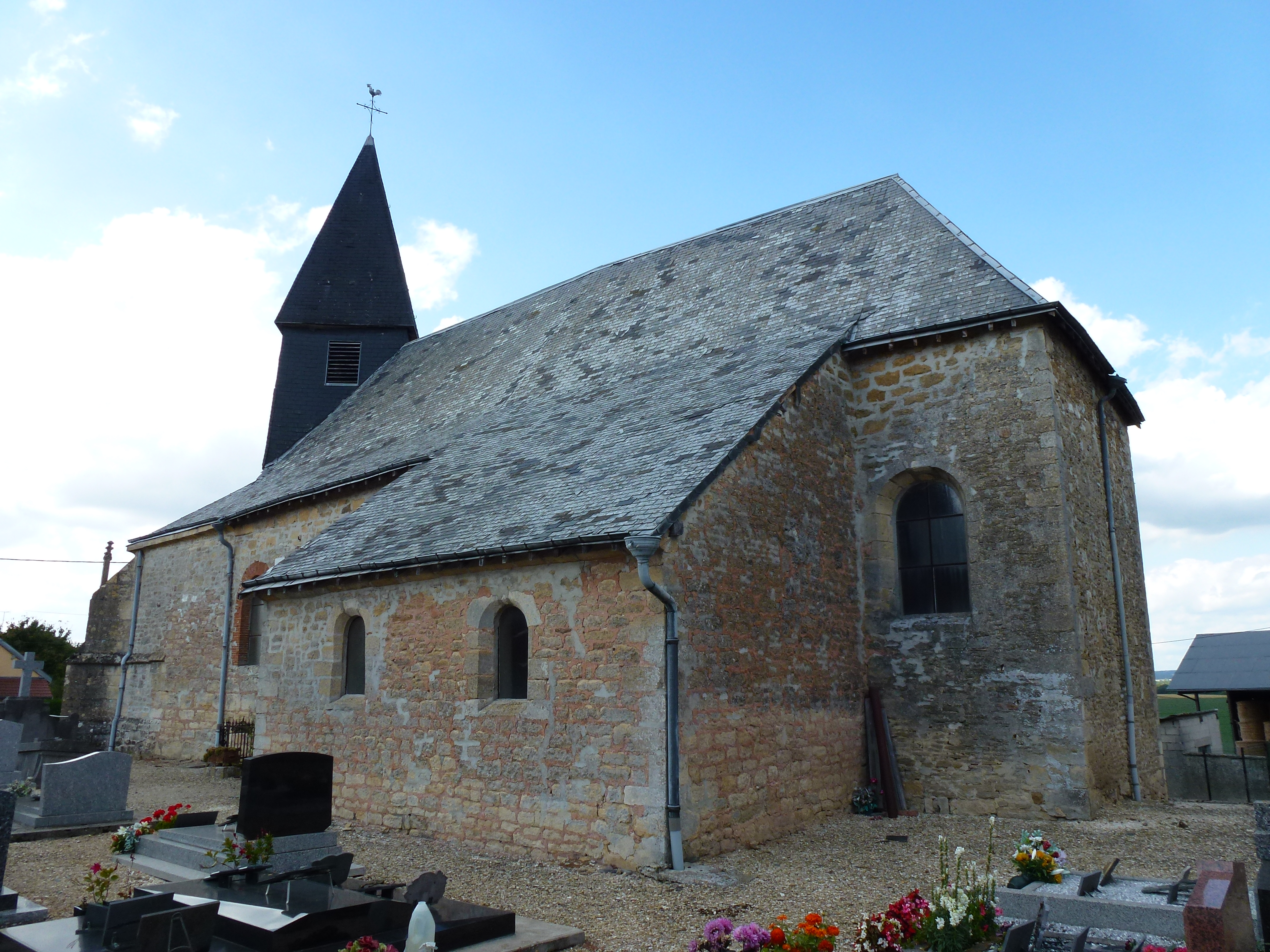
Kerk van Faux
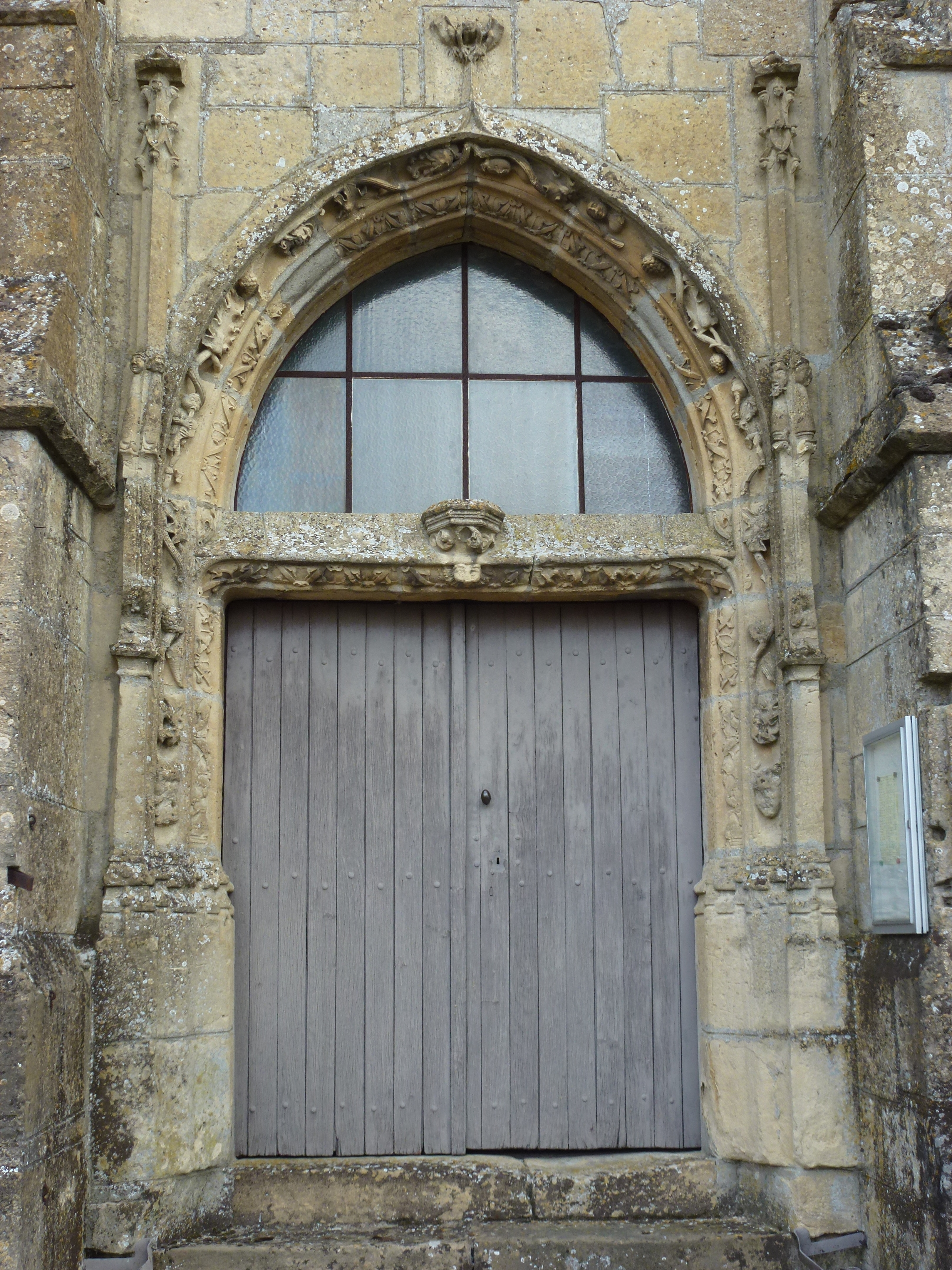
Kerkportaal
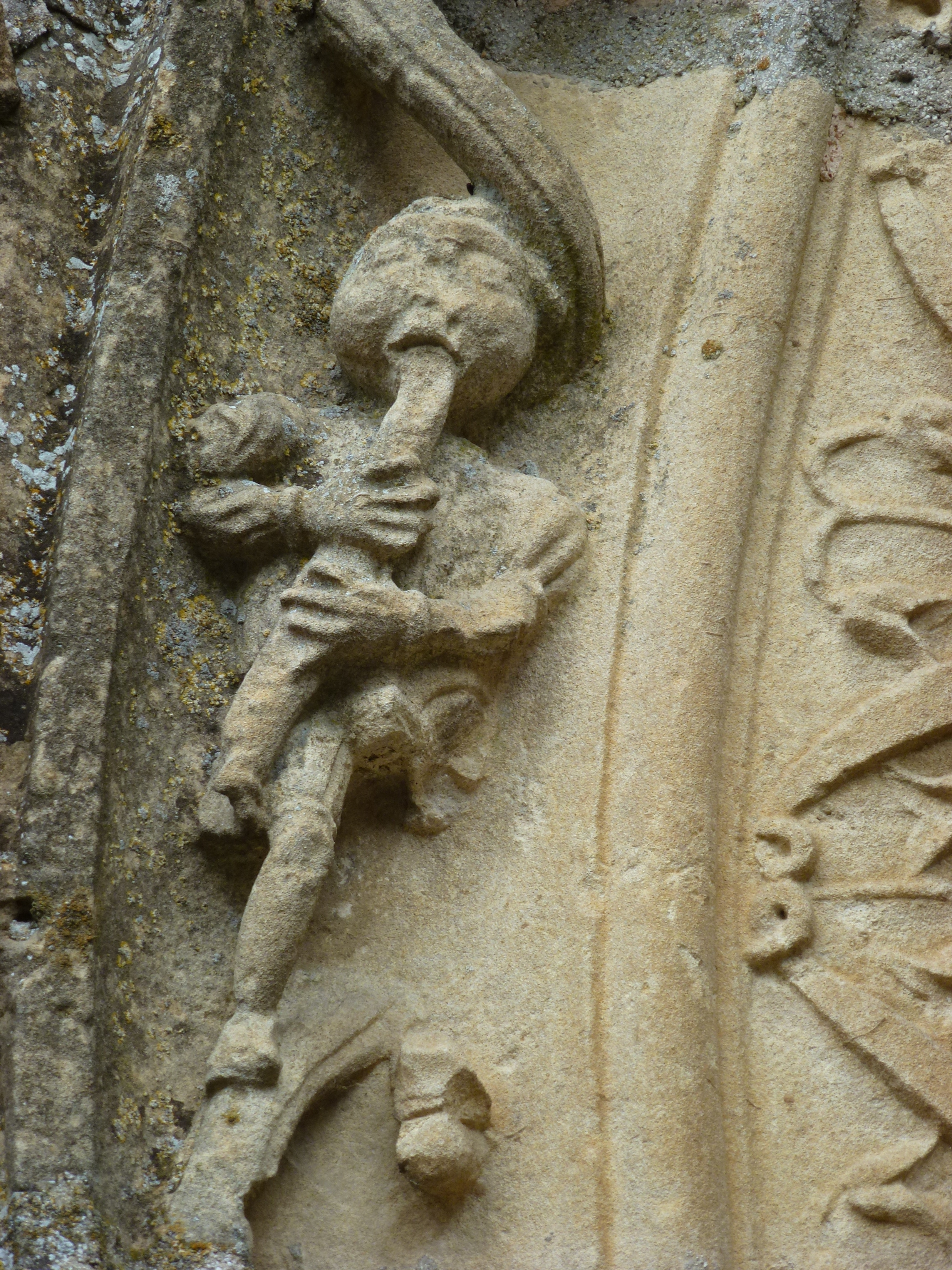
kerkportaal, detail

Antheny · Aouste · Aubigny-les-Pothées · Auboncourt-Vauzelles · Barbaise · Blanchefosse-et-Bay · Bossus-lès-Rumigny · Cernion · Champlin · Chappes · Chaumont-Porcien · Chesnois-Auboncourt · Clavy-Warby · Dommery · Doumely-Bégny · Draize · L'Échelle · Estrebay · Faissault · Faux · La Férée · Flaignes-Havys · Fraillicourt · Le Fréty · Girondelle · Givron · Grandchamp · Gruyères · Hagnicourt · Hannappes · Jandun · Justine-Herbigny · Lalobbe · Launois-sur-Vence · Lépron-les-Vallées · Liart · Logny-Bogny · Lucquy · Maranwez · Marby · Marlemont · Mesmont · Montmeillant · Neufmaison · La Neuville-lès-Wasigny · Neuvizy · Novion-Porcien · Prez · Puiseux · Raillicourt · Remaucourt · Renneville · Rocquigny · La Romagne · Rouvroy-sur-Audry · Rubigny · Rumigny · Saint-Jean-aux-Bois · Saulces-Monclin · Sery · Signy-l'Abbaye · Sorcy-Bauthémont · Thin-le-Moutier · Vaux-lès-Rubigny · Vaux-Montreuil · Vaux-Villaine · Viel-Saint-Remy · Villers-le-Tourneur · Wagnon · Wasigny · Wignicourt